# Johnny Trí Nguyễn
Johnny Trí Nguyễn (Ho Chi Minh, 16 de febrero de 1974) es un actor, artista marcial y coreógrafo vietnamita, popular por su trabajo en la industria cinematográfica de Vietnam. En el año 2020 logró reconocimiento internacional por su participación en el largometraje bélico de Spike Lee Da 5 Bloods.

## Filmografía

### Cine
| Año  | Título                         | Papel             | Notas                                       |
| ---- | ------------------------------ | ----------------- | ------------------------------------------- |
| 2003 | Cradle 2 the Grave             |                   | Primera aparición en el cine estadounidense |
| 2004 | Max Havoc: Curse of the Dragon | Quicksilver       |                                             |
| 2005 | Tom-Yum-Goong                  | Johnny            |                                             |
| 2007 | The Rebel                      | Cường             |                                             |
| 2008 | Kiss of the Death              | Thần chết Du      |                                             |
| 2009 | Power Kids                     | Líder terrorista  |                                             |
| 2009 | Clash                          | Quân / Hổ         |                                             |
| 2011 | 7aum Arivu                     | Dong Lee          |                                             |
| 2012 | Chuộc tội                      | Chưa có thông tin |                                             |
| 2014 | Irumbu Kuthirai                | Don Stoney        |                                             |
| 2014 | Để Mai tính 2                  | Peddler           |                                             |
| 2016 | Fanatic                        | Gia Nghị          |                                             |
| 2017 | Babysitters at Work            | Trường            |                                             |
| 2020 | Da 5 Bloods                    | Vinh              |                                             |